# 太秦広隆寺駅
太秦広隆寺駅（うずまさこうりゅうじえき）は、京都府京都市右京区太秦組石町にある京福電気鉄道嵐山本線の停留場。
停留場のすぐ北西に広隆寺がある。駅ナンバリングはA7。

## 歴史
- 1910年（明治43年）3月25日：嵐山電車軌道の太秦駅（うずまさえき）として開業[1][2]。
- 1914年（大正3年）頃：太子前駅（たいしまええき）に改称[1]。
- 1918年（大正7年）4月2日：会社合併により京都電燈が経営する嵐山電鉄の停留場となる[2]。
- 1942年（昭和17年）3月2日：路線継承により京福電気鉄道の停留場となる[2]。
- 1944年（昭和19年）4月16日：太秦駅に再改称[1]。
- 2007年（平成19年）3月19日：太秦広隆寺駅に改称[1][2]。

## 停留場構造
相対式ホーム2面2線を持つ地上停留場。各ホーム西端の斜路で三条通と連絡する。通常は駅員無配置となるが、多客期の週末を中心に駅員が配置される場合がある。
嵐山駅方面行きホームは、ホームに面して商店の入口や民家の玄関、路地の入口があり、ホームが道路として利用されている。そのため、ベンチの類がまったく設置されていない。

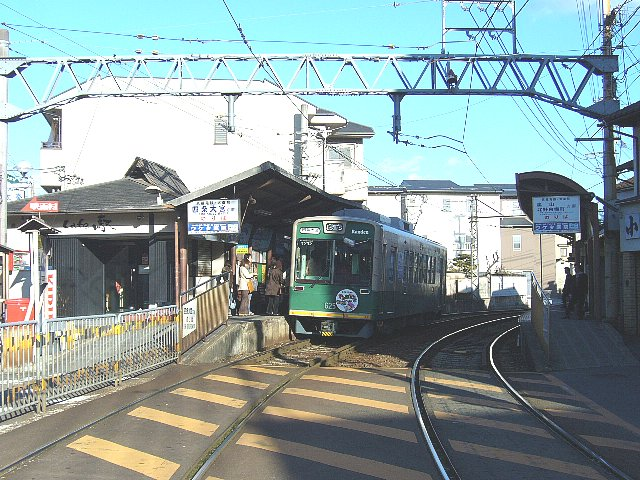
ホーム（2006年3月。太秦駅時代）

## 停留場周辺
- 広隆寺
- 京都市消防局右京消防署
- 京都府右京警察署
- 東映太秦映画村
- 京都民医連中央病院
- 京都市立太秦小学校
- 京都府道112号二条停車場嵐山線
- 大酒神社

## 隣の停留場
京福電気鉄道
■嵐山本線
蚕ノ社駅 (A6) - 太秦広隆寺駅 (A7) - 帷子ノ辻駅 (A8)
- 括弧内は駅番号を示す。